# Шаперон (головной убор)

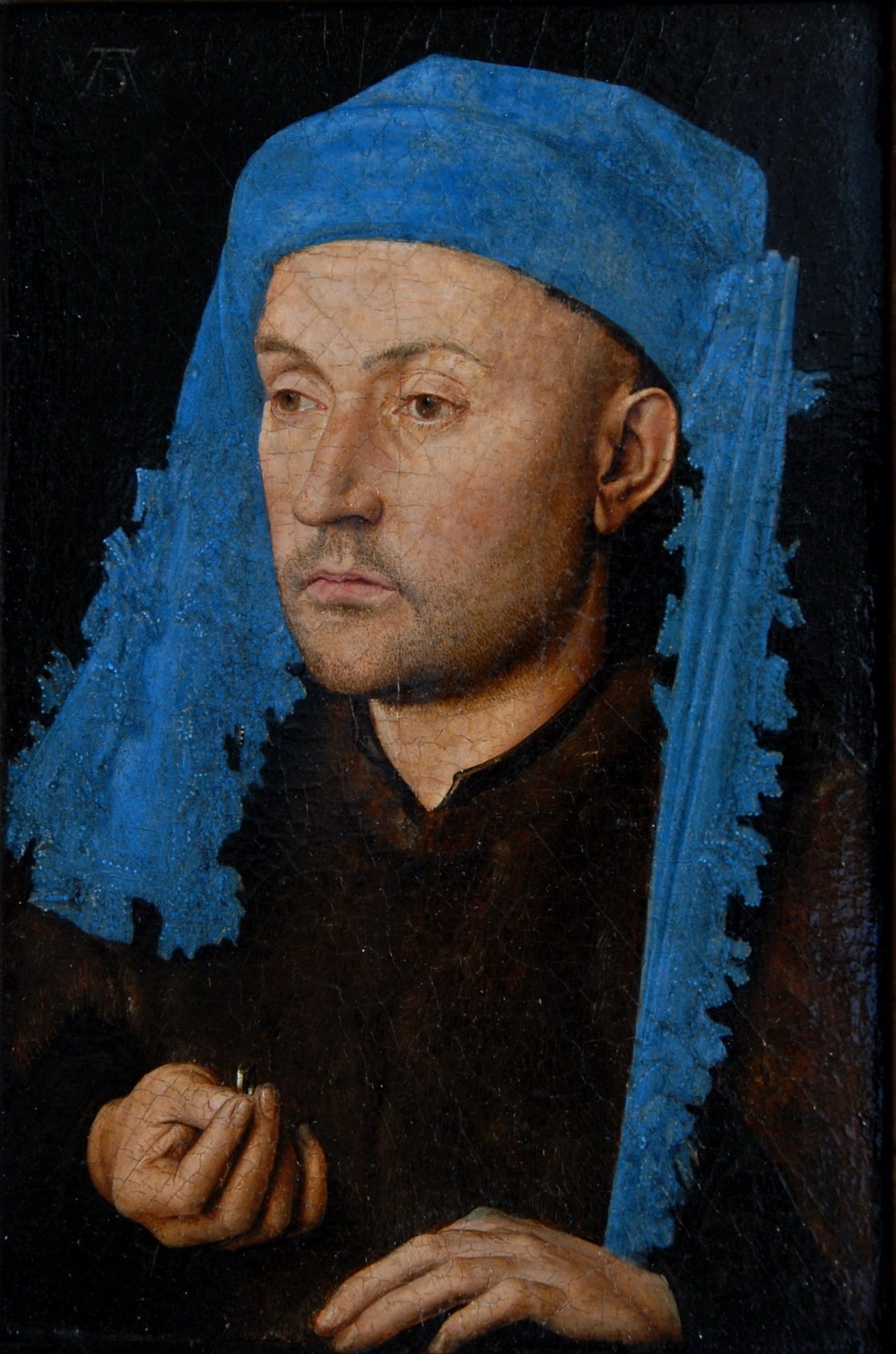
Ян ван Эйк «Мужчина в голубом шапероне»

Шаперо́н (фр. chaperon) — средневековый головной убор. Вначале представлял собой капюшон с длинным шлыком (колпаком) и пелериной, затем превратился в пышное и достаточно дорогое сооружение, напоминающее тюрбан, дополнительно украшавшийся фестонами.
В средние века (XII—XIII) шаперон был как мужским, так и женским головным убором. В XIV веке мужчины стали носить шаперон с жёстким бортом. Параллельно с этим удлинился шлык, и его стали драпировать над бортом или вокруг головы таким образом, чтоб узкая часть хвоста спускалась на плечо.
Мода на ношение шаперона пришла из Бургундии, в начале XV века она охватила всю Западную Европу, к концу того же столетия постепенно ушла, и шаперон вернулся к первоначальной, чисто утилитарной роли.

## Появление

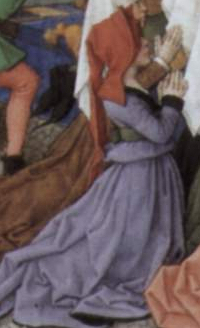
Ранний шаперон

Первоначально шаперон представлял собой капюшон с пелериной, скреплявшийся застежкой на шее, который использовался всеми классами общества как дорожная одежда для защиты от дождя и ветра, причём его носили равно женщины и мужчины. При необходимости капюшон можно было сбросить на спину, и использовать шаперон в качестве короткого плаща. В качестве дополнительного украшения пелерина могла быть присобранной или вырезанной по краям. Также сам капюшон часто дополнялся длинным шлыком. Появляется он впервые около XII века. Среди исследователей нет согласия, называлась ли эта ранняя форма собственно шапероном, или же носила имя «худ» (англ. hood — капюшон).

## Строение и разновидности
Само название «шаперон» восходит, по всей вероятности, к позднелат. cappa — то есть «плащ с капюшоном», или просто «капюшон» — к чему был уже во французском языке добавлен увеличивающий суффикс «-(r)on», давая общее значение «широкий капюшон», «большой головной убор».
Шаперон делился на следующие части, каждая из которых развивалась собственным путём и приобретала особое значение. Это — длинный шлык (колпак), вначале свисавший на спину, носивший у французов название корнетты (фр. cornette), у англичан — типпит (англ. tippit), также в обоих языках встречается его общее название лирипип (англ. и фр. liripipe). Пелерина для французских разновидностей шаперона именовалась патта (patte), у англичан — кейп (cape — то есть «плащ», «накидка») разновидность, украшенная фестонами — «петушиным гребнем» (cockscomb). Позднее шаперон дополнительно украшали с помощью бурреле (фр. bourrelet) или «ронделя» (rondel) — широкой ленты из шёлка или хлопчатобумажной ткани, обвязывавшейся вокруг головы на манер тюрбана или берета, со свисавшим вниз концом.

## Преобразование и дальнейшее развитие

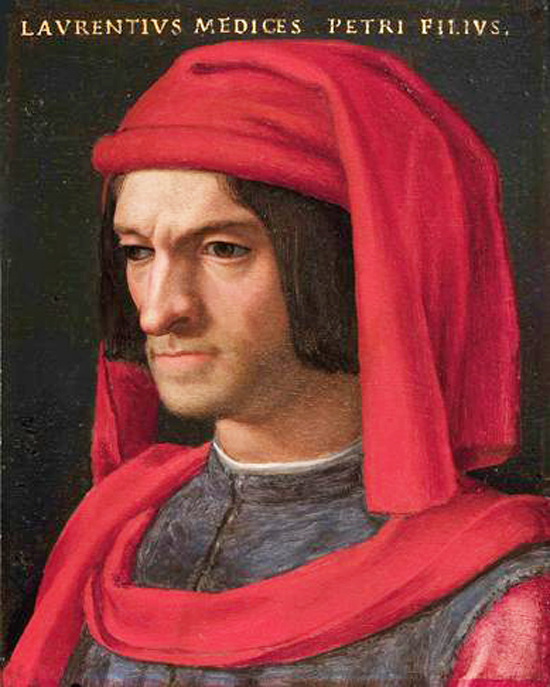
Лоренцо ди Медичи. Шаперон на портрете оформлен в итальянском стиле, с паттой, сложенной вдвое и свисающей сбоку

Около 1300 года некто, оставшийся неизвестным, предложил носить шаперон, надевая его на голову лицевым отверстием, так что пелерина и шлык (патта и корнетта) свешивались с двух сторон в качестве украшения. Существует предположение, что эта «шляпообразная форма», получившая в литературе название собственно шаперона, в начале носилась только в жаркое время года — но доказательств этому нет. Так или иначе, идея была подхвачена, и в XV веке шапероны начинают шить именно с расчётом на ношение их в виде шляпы. Развиваются разные варианты ношения шаперона.
1. Корнетта и патта завязывались в узел на макушке, давая вместе нечто похожее на островерхий тюрбан; причём иногда обе части стояли стоймя или одна из них (корнетта или патта) свисали на затылок.
2. Патта спускалась и охватывала шею и прикреплялась к бурреле с помощью застежки, в то время как корнетта свободно свисала сбоку или со спины.
3. Патту завязывали на макушке на манер петушиного гребня, в то время как корнетта свободно свисала сбоку или со спины.
4. Корнетту завязывали на макушке, оставляя патту свободно свисать.
5. Патта свободно свисала на затылок, в то время как длинную корнетту несколько раз обвязывали вокруг шеи и закрепляли. Подобный вариант был особенно удобен в зимнее время, при езде верхом. Считается, что именно его использовала Жанна д'Арк.
6. При необходимости, например, предстать перед человеком более высокого ранга или во время церковного моления, шаперон снимали и укладывали на плечо, так что патта свисала на спину, корнета — вперёд.

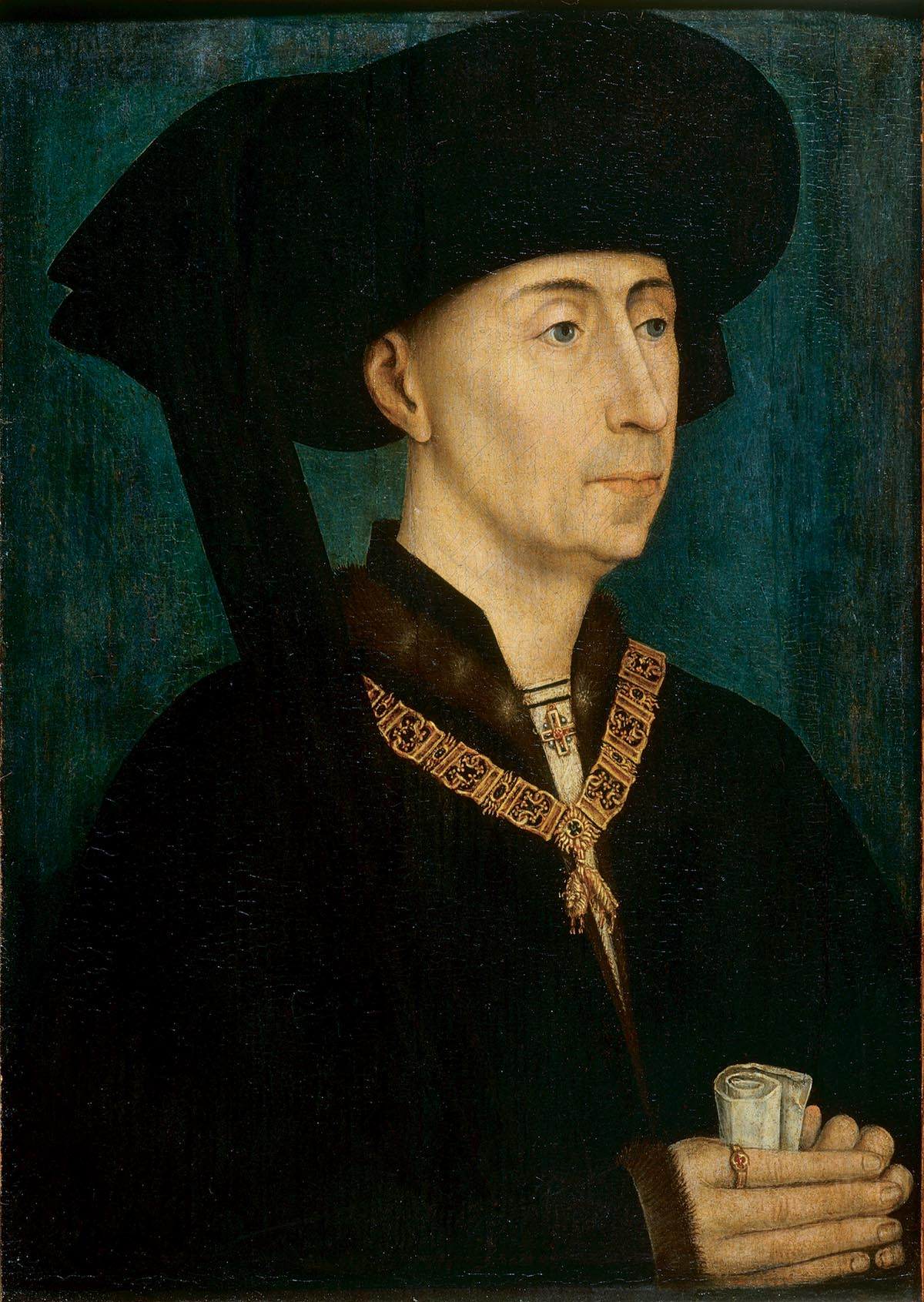
Филипп Добрый, герцог Бургундии. На портрете он изображён в шапероне с огромным бурреле, по моде середины века.

На итальянский манер сложенную пополам патту оставляли свисать сбоку от головы. Как последний штрих шаперон стали обвязывать широкой лентой — бурреле, превращая шаперон в подобие тюрбана.
В конце XIV века среди дам был популярен т.н. «чешский/богемский шаперон», который стоял в высоту с передней стороны таким образом, что напоминал нимб святых. Подобные шапероны упоминаются в Лимбургской хронике за 1389 год.
В начале XV века, как следует из миниатюр «Великолепного часослова герцога Беррийского» и «Охотничьей книги», крестьяне продолжали носить шаперон в его исконном виде, в то время как прислуга, входившая в свиту владетельных князей, предпочитала оформлять его наподобие шляпы, изготовлявшейся, по-видимому, из шёлка. В середине века шаперон, несколько более простой и строгий по виду, становится также головным убором знати.
В середине того же века шаперон становится обычным головным убором знати и купцов, причём корнета удлиняется чуть не до земли, заставляя носящего обматывать её вокруг шеи на манер шарфа, так что, например, на флорентийский шаперон этого времени уходило до 9,5 метров ткани (камки или шёлка). Бурреле свивается в жгут, причём иногда по-прежнему обертывается вокруг шаперона, или же несколько слоев дополнительно накладываются на сам шаперон.
Интересно, что величина бурреле соответствовала степени знатности его хозяина — чем больше бурреле, тем выше человек стоял на социальной лестнице.

## Шапероны и политика
Во Франции и Бургундии ношение шаперонов определённого цвета указывало на принадлежность человека к определённой политической партии — причём сами партии могли иногда носить имя «шаперонов». Так, участники парижского восстания 1356 года, направленного против дофина Карла — будущего Карла V, регента Франции в то время, как его отец Иоанн II был в плену у англичан, и добивавшиеся французского трона для Карла Злого, короля Наварры, носили двуцветные шапероны, у которых красный цвет символизировал Париж, голубой — Наварру. В 1379 граждане Гента восстали против Филиппа Смелого, герцога Бургундии, причём знаком принадлежности к повстанцам было ношение белого шаперона (см. Восстание белых шаперонов). Белый шаперон также символизировал принадлежность к восставшим во время парижских беспорядков в 1413 году.
Во Флоренции в XV столетии шапероны (по-итальянски «капуччи») выдавали принадлежность к республиканской партии, в то время как их противники носили «придворные шляпы».

## В искусстве
Шапероны всех родов и видов часто изображались на миниатюрах XIV—XV веков, причём, как правило, в них были одеты крестьяне или прислуга — дань тому времени, когда шаперон только стал завоевывать себе место как модный головной убор.
Также шаперон весьма характерен для нидерландских портретов, как и для картин итальянского Ренессанса. Среди прочего их любил изображать Паоло Учелло, специально занимавшийся вопросом графической перспективы. По его мнению, сама форма шаперона помогала зрителю почувствовать глубину пространства картины.

  
Также в итальянском искусстве шапероны часто появляются в сценах Рождества Христова, как считается, потому что дата этого события пришлась на зиму — время года, когда ношение теплого шерстяного шаперона было более чем обычным. В шапероне часто изображается Святой Иосиф или пастухи, поклоняющиеся новорождённому Христу.

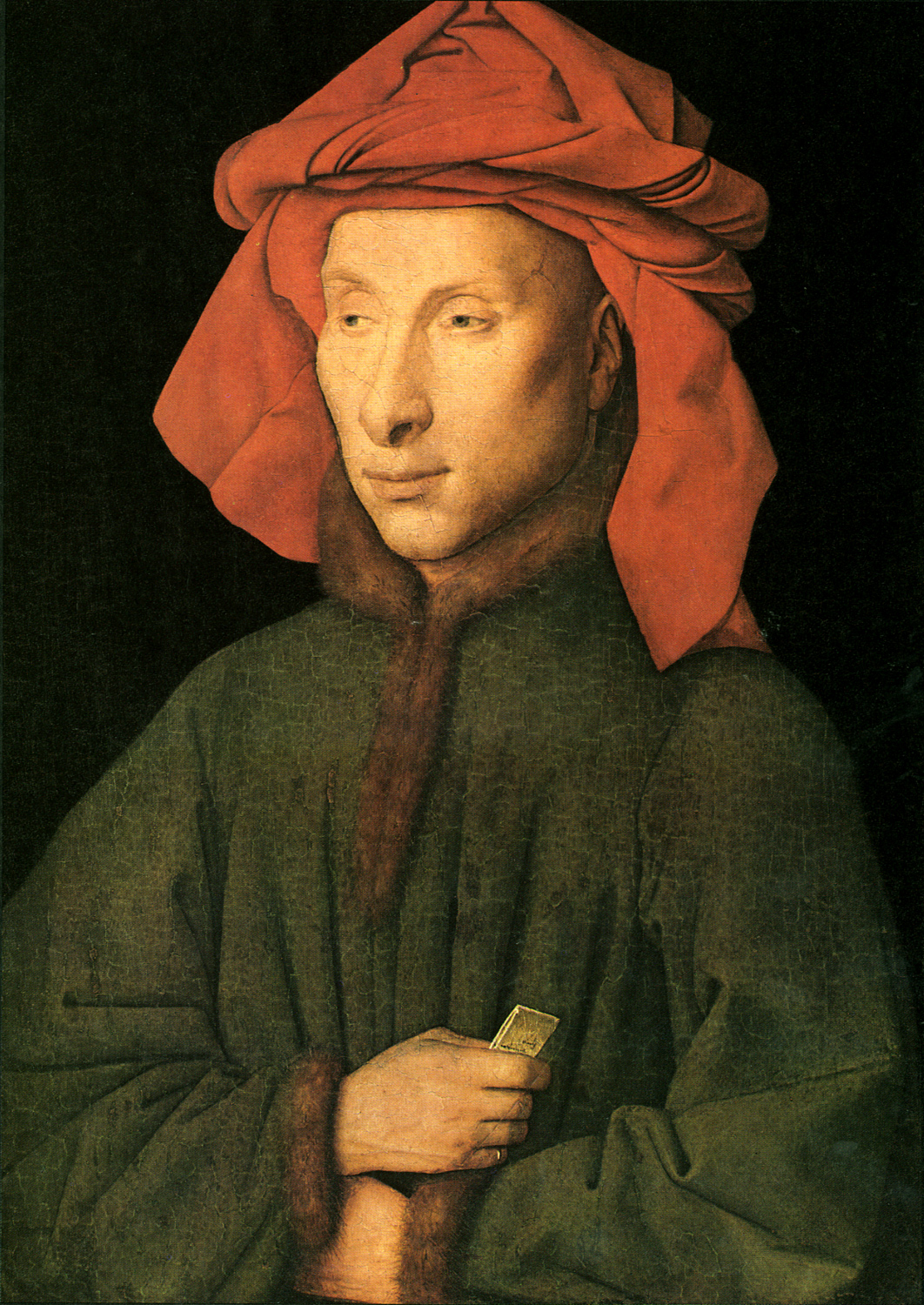
Ян ван Эйк. Портрет Джованни Арнольфини (ок. 1438). Бурреле свёрнуто в жгут и наложено на шаперон сверху, превращая его в подобие островерхого тюрбана
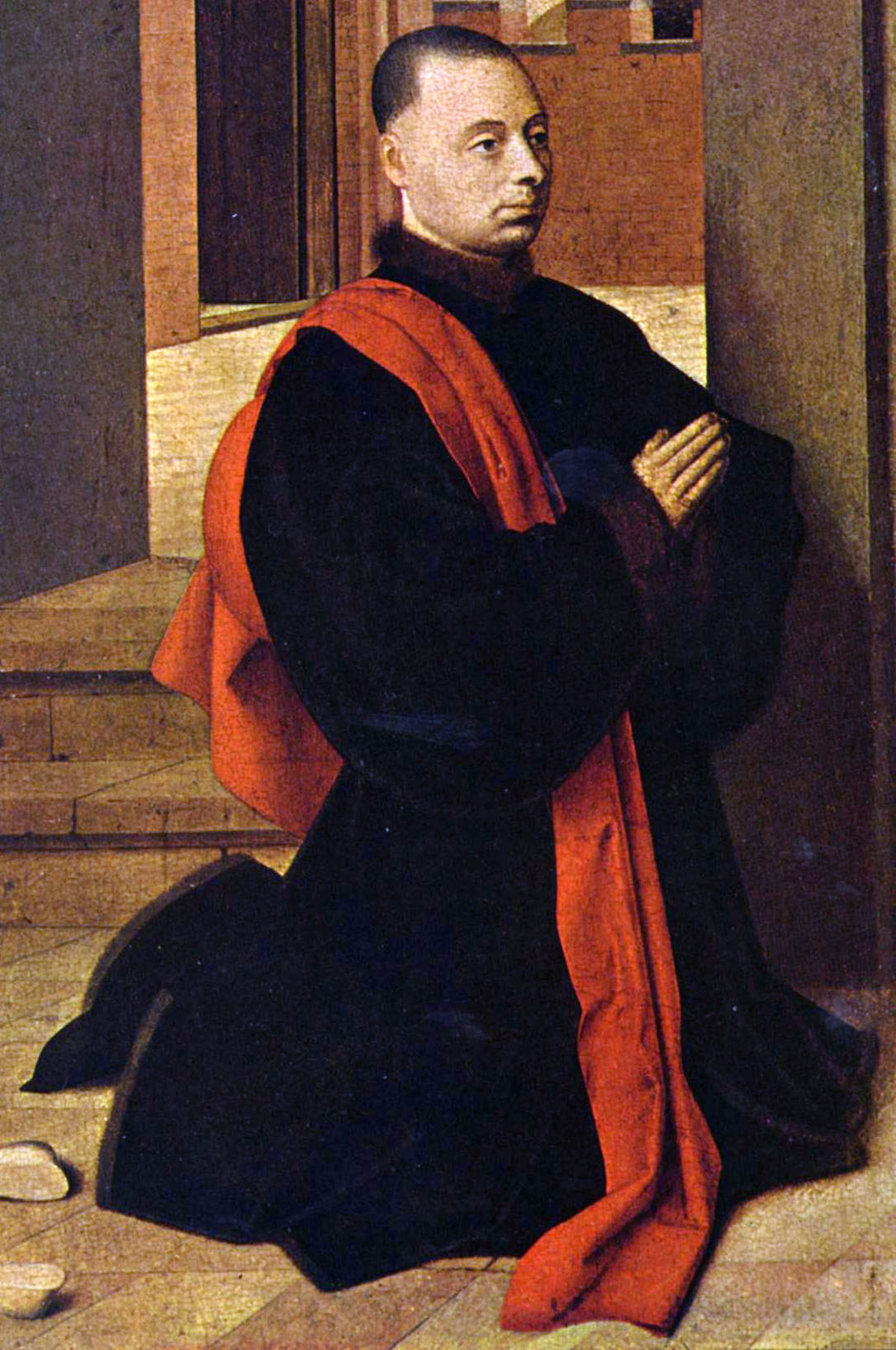
Молящийся (ок. 1450) работы Петруса Кристуса. Шаперон в развёрнутом виде свисает с плеча
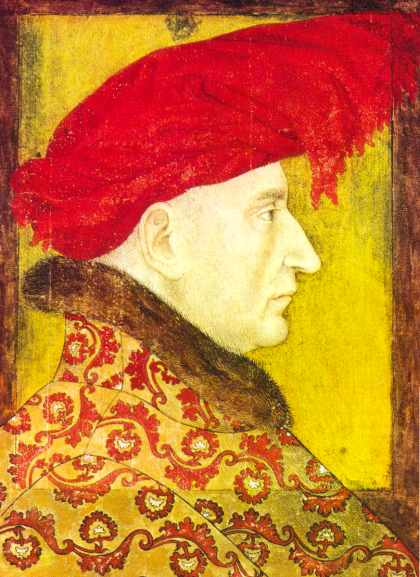
Людовик II Анжуйский. На портрете герцог изображен в модном шапероне, с паттой в форме «петушиного гребня», надо лбом, и бурреле, свитым в жгут
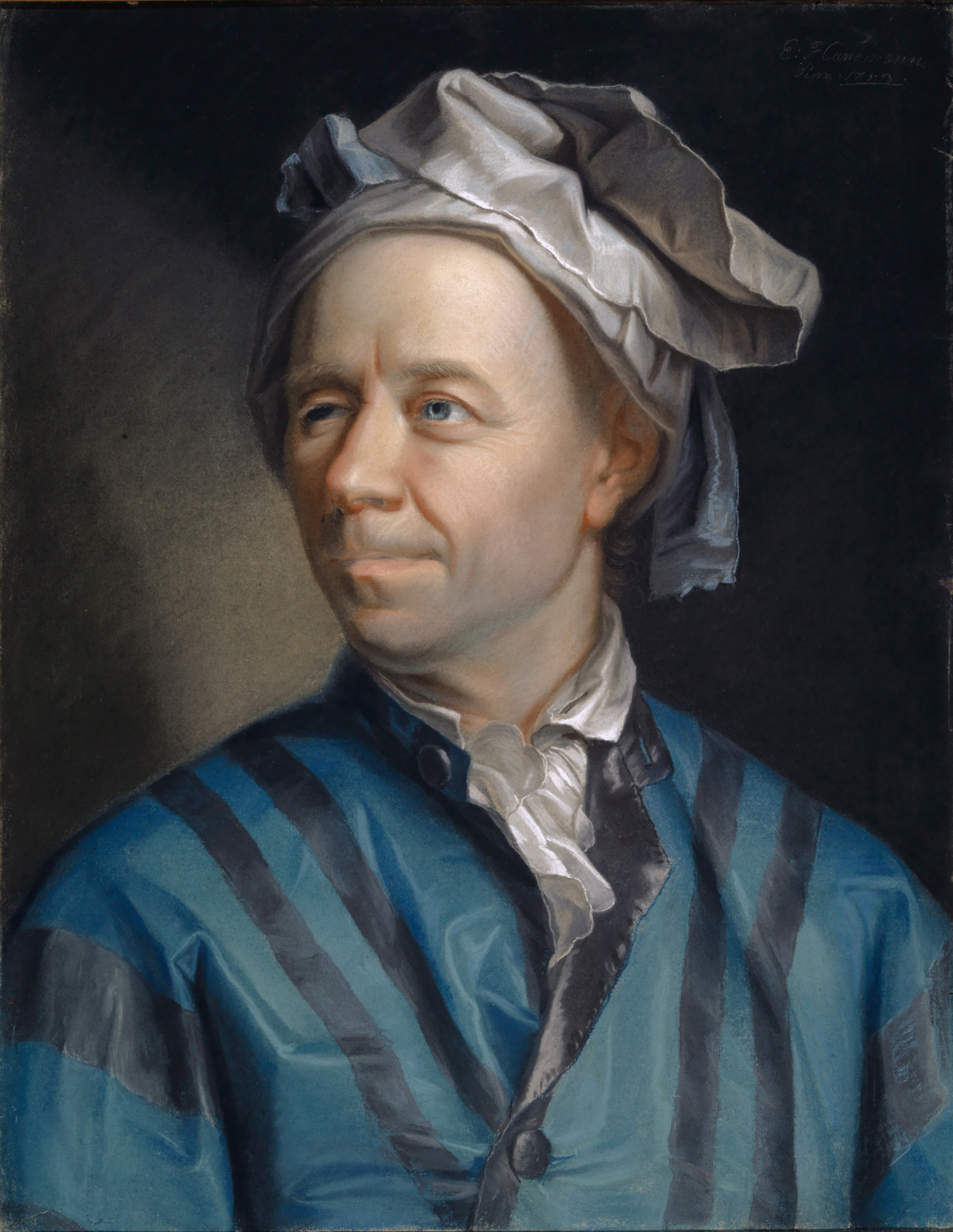
Портрет Леонарда Эйлера 1753 года

## Закат
В 1480-х годах шаперон стал постепенно выходить из моды, хотя его продолжали носить горожане и купцы. Поздний шаперон лишился пышных украшений, лента-бурреле исчезла совсем или сильно укоротилась, патта уже ничем не украшалась. К 1500 году в Северной Европе шаперон исчез почти окончательно, в то время как его предок, капюшон или худ, продолжал носиться пастухами или крестьянами, особенно в холодное время года. Ещё какое-то время собственно шаперон продержался как часть формального наряда законников, академиков и членов некоторых из рыцарских орденов (так, например, шаперон входил в орденское одеяние французских рыцарей Звезды). Но и в этих случаях шаперон был уже достаточно скромных размеров, часто лишённый бурреле, крепившийся к одежде на манер капюшона. В Италии мода на шаперон (как головного убора для пожилых) продержалась дольше всего, окончательно выйдя из употребления лишь к 1520 году.

## Лошадиные шапероны
Шаперонами или шаферонами называются также налобники в форме щитка, в некоторых странах надевающиеся на лошадей, везущих погребальный кортеж.